# Episodi de I giustizieri della notte (terza stagione)
La terza ed'ultima stagione della serie televisiva I giustizieri della notte è composta da 22 episodi.  è stata trasmessa in anteprima negli Stati Uniti d'America dalla CBS tra il 16 aprile 1993 e il 28 settembre 1993.
| nº | Titolo originale              | Titolo italiano | Prima TV USA      | Prima TV Italia |
| -- | ----------------------------- | --------------- | ----------------- | --------------- |
| 1  | Joyride                       |                 | 16 aprile 1993    |                 |
| 2  | Night Games                   |                 | 23 aprile 1993    |                 |
| 3  | Last Rites                    |                 | 30 aprile 1993    |                 |
| 4  | Person or Persons Unknown     |                 | 7 maggio 1993     |                 |
| 5  | Clean Kill                    |                 | 14 maggio 1993    |                 |
| 6  | The Greening of Glenda Ross   |                 | 21 maggio 1993    |                 |
| 7  | Uncle Tony's Cabin            |                 | 28 maggio 1993    |                 |
| 8  | Pygmalion                     |                 | 4 giugno 1993     |                 |
| 9  | Backfire                      |                 | 9 marzo 1993      |                 |
| 10 | Second Anniversary            |                 | 18 giugno 1993    |                 |
| 11 | Squeeze Play                  |                 | 25 giugno 1993    |                 |
| 12 | Incorrect Dosage              |                 | 2 luglio 1993     |                 |
| 13 | 2nd Story                     |                 | 9 luglio 1993     |                 |
| 14 | Three on a Match              |                 | 16 luglio 1993    |                 |
| 15 | Crash Course                  |                 | 23 luglio 1993    |                 |
| 16 | The Push                      |                 | 30 luglio 1993    |                 |
| 17 | My Dinner with Nick           |                 | 6 agosto 1993     |                 |
| 18 | In Cover of Darkness (Part 1) |                 | 17 agosto 1993    |                 |
| 19 | In Cover of Darkness (Part 2) |                 | 24 agosto 1993    |                 |
| 20 | The Doctor Is In              |                 | 14 settembre 1993 |                 |
| 21 | A Kiss Goodbye                |                 | 21 settembre 1993 |                 |
| 22 | A Novel Way to Die            |                 | 28 settembre 1993 |                 |